# Liam Condon

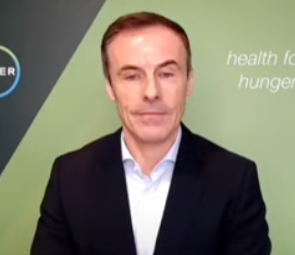

Liam Condon (* 27. Februar 1968 in Dublin) ist ein irischer Manager, der in der chemischen Industrie tätig ist. Nachdem er zuletzt Vorstand der Pflanzenschutzsparte der Bayer AG war, ist er seit dem 1. März 2022 CEO des britischen Chemie- und Materialspezialisten Johnson Matthey.

## Laufbahn
Condon studierte Internationales Marketing und Sprachen in Dublin und Berlin. Seine berufliche Laufbahn begann Anfang der 1990er-Jahre bei der Schering AG.
Das Pharmaunternehmen wurde 2006 von der Bayer AG übernommen. Condon war seitdem in verschiedenen Führungspositionen im In- und Ausland für Bayer tätig. Der Manager beherrscht sechs Sprachen.
Von 2016 bis Ende 2021 war er Mitglied des Vorstands der Bayer AG und leitete die Division Crop Science mit Sitz in Monheim am Rhein, die Pflanzenschutzmittel und Saatgut für die Landwirtschaft entwickelt. Condon war maßgeblich an der Übernahme von Monsanto durch Bayer beteiligt.
Der Ire Liam Condon galt als möglicher Kandidat für den Vorstandsvorsitz der Bayer AG als Nachfolger von Werner Baumann. Er verließ die Bayer AG aber Ende 2021 vorzeitig.
Seit März 2022 ist er CEO des Mischkonzerns Johnson Matthey.
Er ist verheiratet und hat zwei Söhne.